# Sliske
Sliske er betegnelsen for et skrående underlag med skråplan lignende virkning og som regel med opbuede sider eller rørformet, som kan anvendes til at lade objektet glide nedad – eller trække eller rulle noget tungt, guidet (pga. siderne) fra et sted til et andet.
En sliske blev tidligere stavet som slidske.
En vandrutsjebane er en sliske.